# Partido Nacional-Bolchevique
O Partido Nacional-Bolchevique, PNB (em russo: Национал Большевистская Партия, НБП), também conhecido como Partido Nazbol foi um partido político russo que teve sua declaração de fundação publicada no dia 1.º de maio de 1993.
Seu líder era o escritor Eduard Limonov e seu principal ideólogo era Alexander Dugin. A composição social do PNB era muito heterogênea: por um lado intelectuais ligados a Dugin e, do outro, a facção mais numerosa: ativistas radicais, liderados por Limonov.
Os "intelectuais" eram reponsáveis pelo jornal do partido, o "Limonka", enquanto os ativistas tinham uma atuação concreta em atividades nos espaços públicos. Desse modo, o PNB era uma estrutura heterogênea, unida pela oposição ao regime liberal de Boris Yeltsin.
Limonov procurava unir radicais de extrema-esquerda e extrema-direita na mesma tribuna. O jornal Limonka foi o órgão oficial do partido. As cortes russas baniram a organização em 2010 nunca registrando-se oficialmente como partido político. Seu líder, Eduard Limonov, fundou um novo partido político chamado Outra Rússia.
A bandeira do partido mostra a foice e o martelo dentro de um círculo branco em um fundo vermelho, lembrando a bandeira nazista. O partido, misturando ideologia de extrema-esquerda e extrema-direita, reunia desde velhos nostálgicos do sovietismo, até skinheads.
O partido alegava não ter relação com o fascismo, antissemitismo, xenofobia ou intolerância racial  e considerava a acusação de fascismo como um mero recurso de propaganda utilizado pelas autoridades para comprometer a imagem do partido. Seus membros alegavam ser "nacionalistas de solo" e não "de sangue",  argumentando  que a semelhança de sua bandeira com a bandeira nazista se deve ao círculo branco com um emblema dentro de um tecido vermelho, o que não poderia ser um símbolo fascista.
Muitos também apontam um dos hinos do partido como sendo inspirado no hino nazista Horst-Wessel-Lied.

## Ideologia
O partido se manifesta a favor da reforma agrária e se opõe à privatização de empresas estatais. Também critica a dominação económica  e política dos Estados Unidos e da União Europeia, autodeclarando-se adepto da Quarta Teoria Política (QTP).

## História
Em dezembro de 1994, quando tropas russas atacaram posições de rebeldes na Chechênia (ver Primeira Guerra da Chechênia), foi publicada uma segunda edição do jornal Limonka manifestando expressivo apoio à guerra contra os separatistas chechenos.